# Petrobras
Petrobras (zkratka z Petróleo Brasileiro) je brazilská energetická nadnárodní korporace s hlavním sídlem v Riu de Janeiru. Jedná se o z hlediska obratu o největší firmu v Latinské Americe.
Byla založena v roce 1953 zejména díky úsilí tehdejšího brazilského prezidenta Getúlia Vargase. V roce 1997 sice firma ztratila zákonem daný monopol v oblasti ropného průmyslu, ale i tak je s denní produkcí 2 miliónů barelů denně významným hráčem na trhu. Kromě těžby vlastní také tankery a rafinérie.